# Народний художник Російської Федерації
Народний художник Російської Федерації (рос. Народный художник Российской Федерации) — найвище почесне звання Російської Федерації в галузі образотворчого мистецтва. Входить у державну нагородну систему Російської Федерації.

## Історія звання
Почесне звання «Народний художник Російської Федерації» встановлено Указом Президента Російської Федерації від 30 грудня 1995 року № 1341 «Про встановлення почесних звань Російської Федерації, затвердження положень про почесні звання і опису нагрудного знака до почесним звань Російської Федерації». Тим же ж указом затверджено початкове «Положення про почесне звання».
У теперішньому вигляді Положення про почесне звання затверджено Указом Президента Російської Федерації від 7 вересня 2010 року № 1099 «Про заходи щодо вдосконалення державної нагородної системи Російської Федерації».

## Підстави для присвоєння
Звання «Народний художник Російської Федерації» присвоюється художникам, які створили видатні твори живопису, скульптури, графіки, монументального, декоративно-прикладного, театрального, кіно- і телемистецтва, які внесли видатний внесок у російську художню культуру і отримали широке визнання громадськості та професійної спільноти у Російській Федерації і за кордоном.
Почесне звання «Народний художник Російської Федерації» присвоюється, як правило, не раніше ніж через 10 років після присвоєння почесного звання «Заслужений художник Російської Федерації» або «Заслужений діяч мистецтв Російської Федерації».

## Порядок присвоєння
Президент Російської Федерації видає указ про присвоєння почесного звання «Народний художник Російської Федерації» один раз на рік напередодні святкування Міжнародного дня музеїв (18 травня).